# فيزر فاي 2
فيزر فاي 2 طائرة ثنائية السطح ألمانية ذات مقعد واحد طارت في مسابقة الأكروبات الجوية العالمية (WAC) لعام 1934 من قبل المصمم / البناء Gerhard Fieseler. 

## التصميم والتطوير

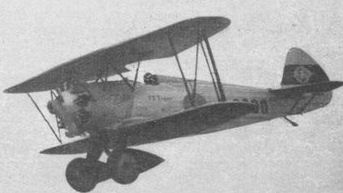
Fieseler F2 Tiger photo L'Aerophile نوفمبر 1933

بدأ غيرهارد فيزلر شركته الخاصة في عام 1930 في شركة Segelflugzeugbau السابقة في كاسل، ألمانيا. كان Fieseler مقاتلًا ألمانيًا في الحرب العالمية الأولى مع ما يقرب من 20 قتيلًا لصالحه، وأصبح طيارًا منافسًا على مستوى عالمي. للتنافس في المسابقات الدولية، قامت شركة Fieseler بتصميم وبناء طائرة Fieseler F2 Tiger ذات المقعد الواحد، والمدعومة من محرك والتر بولكس 450 حصان. 

## مواصفات
الخصائص العامة
- طاقم: 1
- طول: 6.85 م (22 قدم 6 بوصة)
- باع الجناح: 8.16 م (26 قدم 9 بوصة)
- ارتفاع: 2.8 م (9 قدم 2 بوصة)
- مساحة الجناح: 23 م2 (250 قدم2)
- الوزن فارغة: 800 كـغ (1,764 رطل)
- الوزن الإجمالي: 1,200 كـغ (2,646 رطل)
- محركات: 1 × والتر بولكس nine-cylinder, air-cooled radial piston engine, 310 كـو (420 حصان)

أداء
- السرعة القصوى: 240 كم/س (149 ميل/س؛ 130 عقدة)
- سرعة العبور: 210 كم/س (130 ميل/س؛ 113 عقدة)
- مدى: 750 كـم (466 ميل؛ 405 nmi)

- Crew: 1
- Length: 6.85 m (22 ft 6 in)
- Wingspan: 8.16 m (26 ft 9 in)
- Height: 2.8 m (9 ft 2 in)
- Wing area: 23 m2 (250 sq ft)
- Empty weight: 800 kg (1,764 lb)
- Gross weight: 1,200 kg (2,646 lb)
- Powerplant: 1 × والتر بولكس nine-cylinder, air-cooled radial piston engine, 310 kW (420 hp)

Performance
- Maximum speed: 240 km/h (150 mph, 130 kn)
- Cruise speed: 210 km/h (130 mph, 110 kn)
- Range: 750 km (470 mi, 400 nmi)